# Distretto di Cortegana
Il distretto di Cortegana è uno dei dodici distretti  della provincia di Celendín, in Perù. Si trova nella regione di Cajamarca e si estende su una superficie di 233,31 chilometri quadrati.

Istituito il 16 ottobre 1933, ha per capitale la città di Chimuch; al censimento 2005 contava 8.253 abitanti.